# Pseudomazocraeoides megalocotyle
Pseudomazocraeoides megalocotyle är en plattmaskart. Pseudomazocraeoides megalocotyle ingår i släktet Pseudomazocraeoides och familjen Mazocraeidae. Inga underarter finns listade i Catalogue of Life.